# Tour de Nuremberg féminin 2001
La 5e édition du Tour de Nuremberg féminin a lieu le 2 septembre 2001. Elle fait partie du calendrier UCI en catégorie 1.9.2. Elle est remportée par la Suédoise Jenny Algelid.

## Classements

### Classement final
| \| Classement général \| Classement général \| Classement général \| Classement général \| Classement général \| \| Coureur \| Coureur \| Pays \| Équipe \| Temps \| \| ------------------ \| ------------------ \| ------------------ \| ------------------------------ \| ------------------ \| \| 1re \| Jenny Algelid \| Suède \| Equipe Nürnberger Versicherung \| 1 h 58 min 43 s \| \| 2e \| Hanka Kupfernagel \| Allemagne \| Farm Frites-Hartol \| + 1 min 45 s \| \| 3e \| Regina Schleicher \| Allemagne \| Team Stuttgart \| + 1 min 46 s \| \| 4e \| Angela Hennig \| Allemagne \| \| + 1 min 47 s \| \| 5e \| Trixi Worrack \| Allemagne \| Red Bull-Frankfurt \| + 1 min 47 s \| \| 6e \| Liane Bahler \| Allemagne \| \| + 1 min 47 s \| \| 7e \| Theresa Senff \| Allemagne \| Euregio Egrensis \| + 1 min 47 s \| \| 8e \| Susanne Beyer \| Allemagne \| \| + 1 min 48 s \| \| 9e \| Sarah Düster \| Allemagne \| \| + 1 min 48 s \| \| 10e \| Isabella Wieser \| Autriche \| Autriche \| + 1 min 48 s \| |                   |           |                                |                 |
| |                   |           |                                |                 |
| |                   |           |                                |                 |
| Classement général |                   |           |                                |                 |
| Coureur | Coureur           | Pays      | Équipe                         | Temps           |
| 1re | Jenny Algelid     | Suède     | Equipe Nürnberger Versicherung | 1 h 58 min 43 s |
| 2e | Hanka Kupfernagel | Allemagne | Farm Frites-Hartol             | + 1 min 45 s    |
| 3e | Regina Schleicher | Allemagne | Team Stuttgart                 | + 1 min 46 s    |
| 4e | Angela Hennig     | Allemagne |                                | + 1 min 47 s    |
| 5e | Trixi Worrack     | Allemagne | Red Bull-Frankfurt             | + 1 min 47 s    |
| 6e | Liane Bahler      | Allemagne |                                | + 1 min 47 s    |
| 7e | Theresa Senff     | Allemagne | Euregio Egrensis               | + 1 min 47 s    |
| 8e | Susanne Beyer     | Allemagne |                                | + 1 min 48 s    |
| 9e | Sarah Düster      | Allemagne |                                | + 1 min 48 s    |
| 10e | Isabella Wieser   | Autriche  | Autriche                       | + 1 min 48 s    |

Source.